# Bailato in Constantinopel

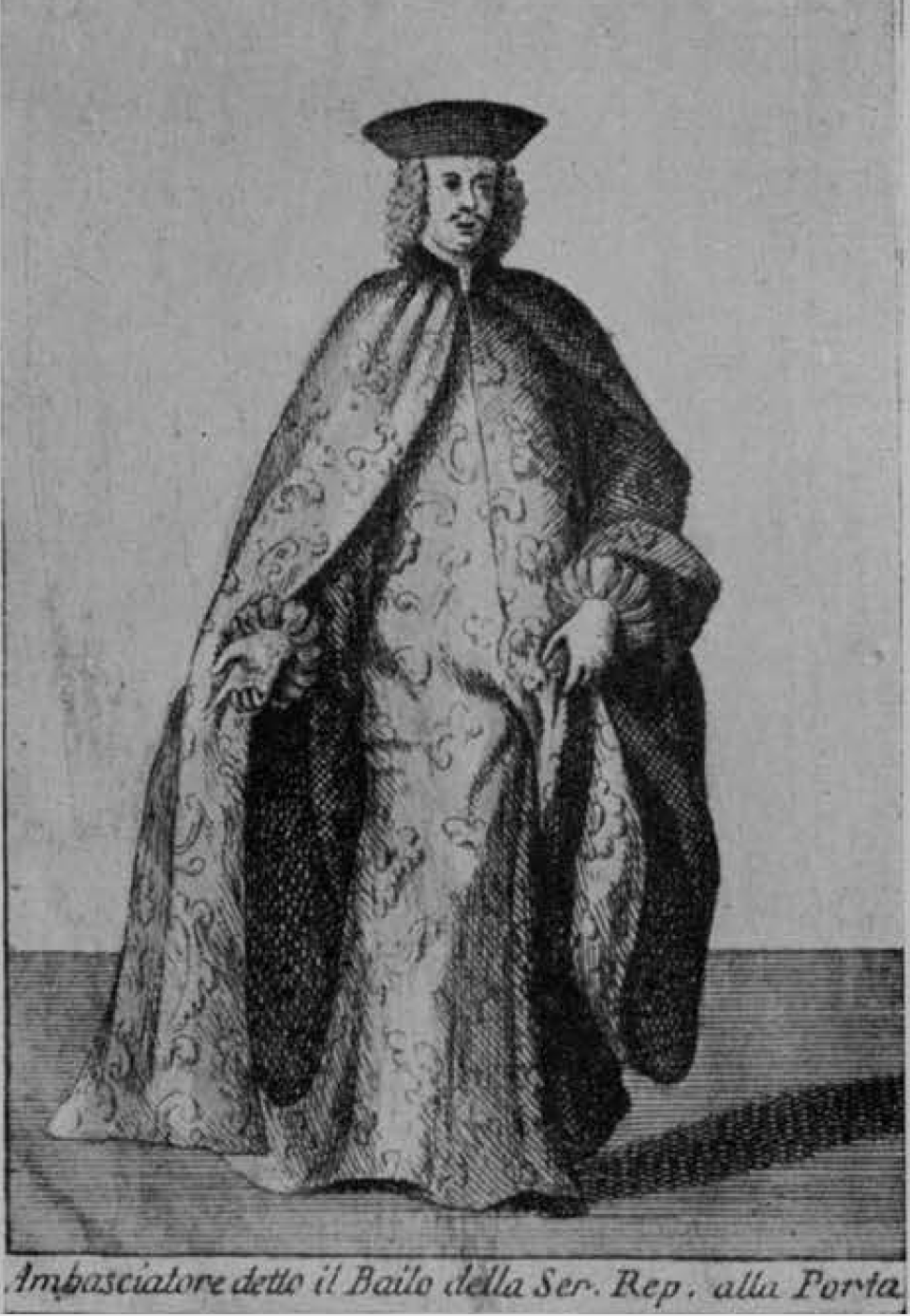
Portret van een baljuw van de republiek Venetië in Constantinopel

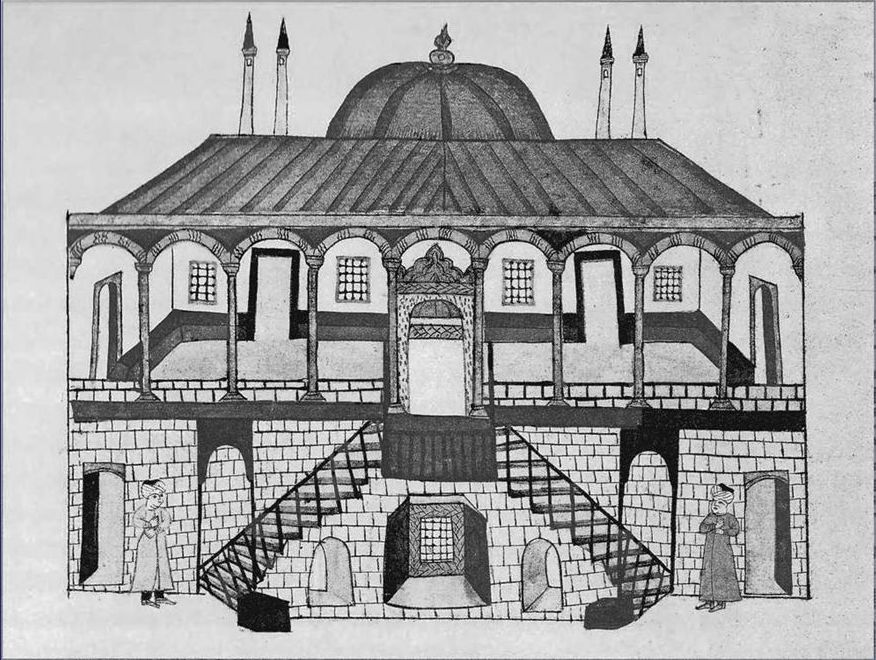
Bailato in Constantinopel; Turkse tekening (17e eeuw)

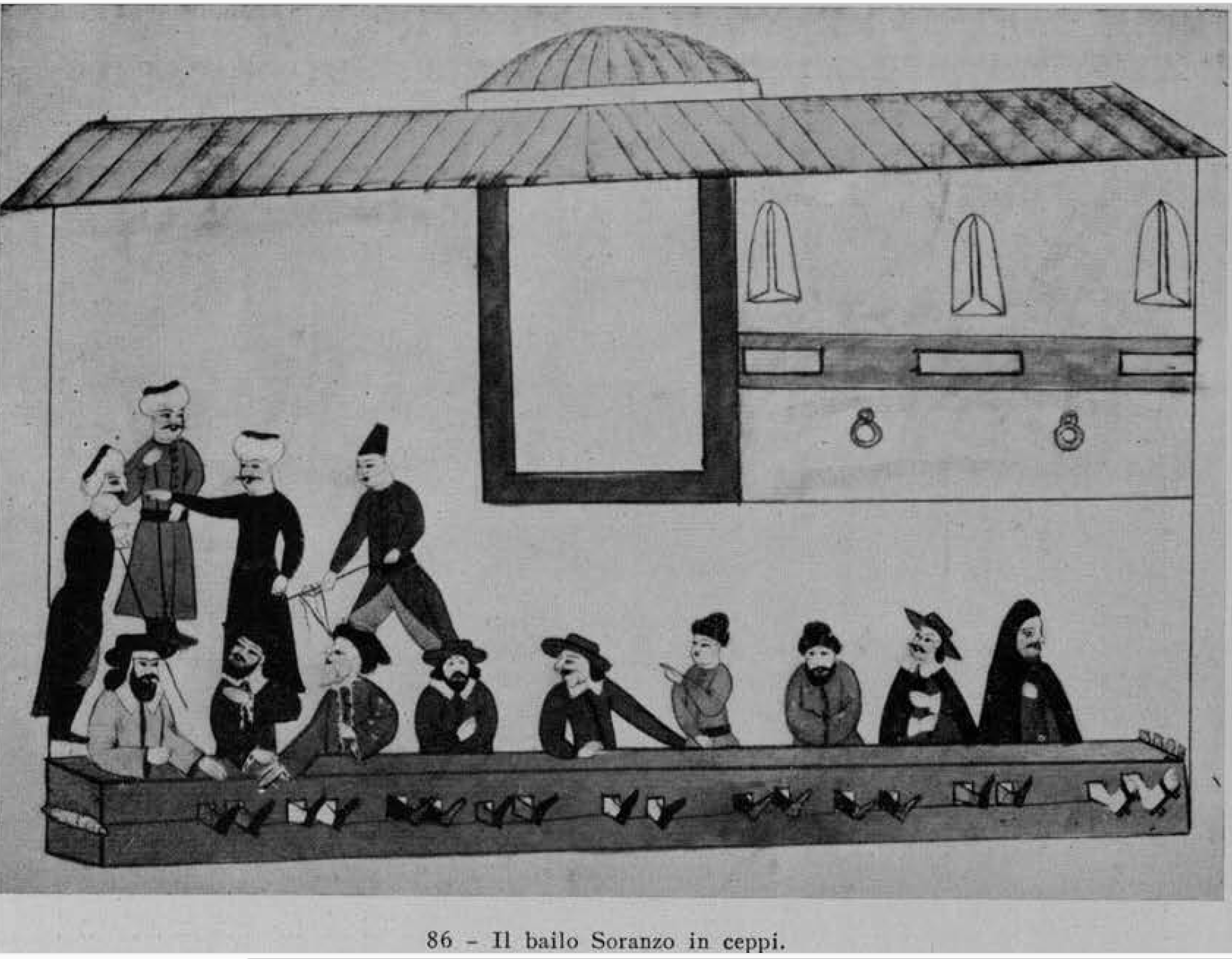
Slaven bij de Ottomanen; Turkse tekening (17e eeuw)

De Bailato in Constantinopel, de hoofdstad van het Ottomaanse Rijk, was de permanente ambassade van de republiek Venetië. De bailato in Constantinopel was voor deze zeemogendheid de strategisch meest belangrijke, de meest prestigieuze en grootste ambassade. Venetië kon alzo op permanente wijze handelscontacten verzekeren met de Zijderoute. De Ottomanen hadden zelf geen permanente ambassades bij Westerse mogendheden.
De ambassadeur droeg de titel van bailo of baljuw. De bailato was bemand van 1454 tot 1789. De Venetianen gebruikten de titel bailo vanaf 1265 al bij de voorganger van het Ottomaanse Rijk, het Byzantijnse Rijk. Na de val van Constantinopel (1453) nam het belang van de bailato toe. De bailato was de enige permanente ambassade van Italianen in Constantinopel in deze periode van de 15e tot de 18e eeuw.
De bailato lag in het centrum van Constantinopel, nabij het Topkapıpaleis, residentie van de sultan, en de Verheven Porte, residentie van de grootvizier.

## Functies van de baljuw in Constantinopel
De Oorlog van de Liga van Kamerijk (1508-1516) was voor de Venetiaanse diplomatie een trauma. Frankrijk en het Heilig Roomse Rijk hadden de republiek Venetië opzij geschoven. Het trauma van de Liga van Kamerijk leidde ertoe dat de Venetianen een uitgebreide en permanente ambassade uitbouwden in Constantinopel, zonder hulp van andere Europese landen. Hun zeerijk in het oosten van de Middellandse Zee wilden ze zelf beschermen, en voor Venetië was het duidelijk dat hun oostelijke kolonies niet alleen militair moesten verdedigd worden tegen de Ottomanen, maar ook diplomatiek. Naarmate Venetië kolonies verloor aan de Ottomanen moest de bailato in Constantinopel zwaar inzetten op diplomatiek overleg voor het verzwakte Venetië. De benoeming van de bailo in Venetië was bijgevolg een zaak van groot staatsbelang. 
Het ambt werd voor twee jaar gegeven door de Signoria, de regering van de republiek. In aanloop naar een benoeming hield de Senaat van Venetië hoorzittingen om de kandidaat te ondervragen en te keuren naar zijn geschiktheid. De bailo moest via een uitgebreid netwerk van handelscontacten maar ook van persoonlijke contacten in staat zijn de gesprekspartner te zijn van de Ottomanen. Een universitair diploma was vereist voor het ambt; nochtans hebben sommigen zonder diploma de post ook gekregen, en dit omwille van het uitgebreid handelsnetwerk van hun directe familie. De bailo moest van de Signoria steeds de algemene handelsbelangen van Venetië behartigen en niet alleen de persoonlijke of deze van zijn vennoten. Bij twijfel hierover werd de bailo teruggeroepen naar Venetië. De instructie van de Signoria bij elke benoeming was immers duidelijk U zult niet falen in het helpen van elke handelaar of onderdaan van de republiek en hem gunstig bejegenen, want dit is een belangrijke reden van uw aanwezigheid in Constantinopel.
De bailo had een uitgebreide hofhouding en talrijke medewerkers. Hij beschikte over een contingent aan vertalers, alsook studenten die er Turks leerden. Voor de ambassade was de grootste kost evenwel het vrijkopen van slaven. Wat betreft westerlingen die gevangen zaten in Ottomaanse galjoenen of gevangenissen moest de bailo onderhandelen over de prijs van de vrijlating. De Senaat van Venetië hield een boekhouding bij van de aantallen slaven die de bailo had vrijgekocht, Venetianen en buitenlanders. Om arme slaven vrij te kopen konden Venetianen giften doen via kerken over heel het grondgebied van de republiek; dit ging naar een fonds per la recuperatione di poveri schiavi ('voor het vrijkopen van arme slaven'). De bailo moest ook ‘mollen’ sturen naar ambassades van andere mogendheden in Constantinopel. Na de Slag bij Lepanto kreeg de bailo instructies om vooral de Engelsen, de Nederlanders en de Florentijnen in het oog te houden, bij missies in het oosten van de Middellandse Zee.
Tevens moest de bailo met de Ottomanen problemen regelen die rooms-katholieken ondervonden in Ottomaans gebied, met name in de Levant. De facto stond de republiek Venetië voor hen garant (15e - 16e eeuw), ondanks dat het Huis Anjou-Sicilië en het koninkrijk Napels formeel de titel bezaten van koning van Jeruzalem. Later namen Franse diplomaten bij de sultan de rol over van verdedigers van rooms-katholieken.
De bailo had zeggenschap over verschillende consulaten van Venetië in het oosten. Zo had de bailo in de 16e eeuw onder zijn jurisdictie de consulaten van Izmir, Foça, Mytilene en heel Anatolië, Chios, Gallipoli, Silivri, Palormo en Rhodos. Hij had niets te zeggen over twee belangrijke consulaten van Venetië: deze van Aleppo en Alexandrië-Caïro. Deze werden rechtstreeks vanuit Venetië aangestuurd.
De documenten afgeleverd door de bailo hadden rechtsgeldigheid bij elke ambtenaar in het Ottomaanse rijk. Dit had bijvoorbeeld belang wanneer scheepslieden met het document konden bewijzen dat ze geen pestlijder waren.

## Buitengewoon ambassadeur
De bailo in Constantinopel kreeg op sommige momenten een buitengewone ambassadeur naast zich. Deze ambassadeur verscheen aan het Ottomaanse hof voor speciale gelegenheden: de troonsbestijging van een nieuwe sultan, de besnijdenis van de zoon van de sultan of voor een vredesonderhandeling. De buitengewone ambassadeur was op deze momenten de hiërarchische overste van de bailo. 

## Baljuws buiten Constantinopel
Het ambt van bailo bestond ook buiten Constantinopel, bijvoorbeeld op Korfoe en in Chalkis op het eiland Euboea. Na het einde van de 16e eeuw werden deze ambassades afgebouwd en verdwenen ze. De bailato in Constantinopel bleef bestaan tot de republiek Venetië werd opgedoekt met het Verdrag van Campo Formio (1797).